# Balogh-kiskastély
A Balogh-kiskastély Csempeszkopácson, Vas vármegyében található.
A 15. század végén, késő reneszánsz stílusban építtette Csempeszházi Balogh Bertalan. Későbbi tulajdonosa, Béri Balog Ádám, kuruc generális a 18. században, barokk stílusban átalakíttatta. A kastély zálogba adása után, a 19. század elején került vissza a Balogh, illetve a házasságuk miatt már a Sarlay család tulajdonába. 1976 óta a Hely- és Ipartörténeti, Néprajzi Múzeumnak ad otthont.

## Története
A mai kúria elődjeként a 16. században már állt egy földszintes nemesi rezidencia, amelyet az oklevelek kúriaként, illetve házként is említettek. Ennek falrészeit felhasználva a 16. század utolsó harmadában Csempeszházi Balogh Bertalan kétszintes, síkmennyezetes, késő reneszánsz stílusú kúriát építtetett. Az eredeti épületrészeket a mai kúria délkeleti részébe építették be. 1614-ben Béri Balogh Ferenc kapornaki várkapitány lett a tulajdonos. A család a török hódoltság elől menekültek Vas vármegyébe. Béri Balog Ádám apja 1678-as halálát követően örökölte testvérével Judittal együtt.
1711-ben kivégezték és a birtokát a kincstár elkobozta. Mária Terézia a birtokot 1743-ban koltai Koltay László inszurgens zászlótartónak és feleségének adományozta. A birtokot azonban már korábban elfoglalta barkóczi Rosty család, mivel Béri Balogh Ádám Katalin nevű lánya Rosty László Vas vármegyei főszolgabíró felesége volt. 1771-ben az épület romos, per alatt áll. A tulajdonjogot Béri Balogh Ádám másik lánya Éva és annak gyermeke Palothay Mária szerezte meg. 1785 és 1780. között a déli szárnyat lebontották, a ma látható lépcsőházat felépítették. Örökösödés révén a 19. század elején Sarlay Gábor táblabíró kezére kerül, aki Kőszegen, Külsővaton, és helyben bírt birtokkal.
Sarlay három fia közül 1925-ben (II.) Lajost, 1935-ben Lászlót említették a kúria és a 264 katasztrális holdas földterület tulajdonosaként. Egészen 1949-ig a Sarlay család kezén maradt az épület.
Az államosítás után állami gazdasági irodát, majd szolgálati lakásokat helyeztek el a kúriában. 1959-től tanácsháza, tsz-iroda és művelődési ház működött falai között. 1970-es évek elején az intézmények összevonása és a körzetesítés miatt megüresedett a kúria, szóba került még az épület lebontása is. Végül a vasszécsenyi közös tanács 1973-1974-ben helyreállíttatta a leromlott állapotú épületet, törekedve a felújítás során az eredeti reneszánsz jelleg visszaállítására.
1976-ban hét teremből álló Helytörténeti Múzeumot alakítottak ki a kúriában, amelyben néprajzi, ipartörténeti, egyháztörténeti, család történeti anyagot tekinthet meg a látogató. 1979-ben emléktáblát is elhelyeztek az épület falán.
A kúria mellett már a 17. század elején gyümölcsöskert terült el, majd parkot alakítottak ki körülötte, napjainkban az épülethez egy 14 fából álló vadgesztenyefa-allé vezet be. A kúria majorságához tartozó egykori magtár ma is áll – vele szemben lévő ingatlanon.

## Az épület leírása
Az kúria szabadon álló, egyemeletes, L-alaprajzú kis alapterületű ház. A kúria homlokzatai egyszerű kiképzést kaptak, falsávok díszítik őket, a szinteket övpárkány választja el, alul sötétre festett lábazat húzódik.
A bal oldali szárny udvari homlokzata mindkét szinten egy osztású, a jobb oldali szárny udvari homlokzata a földszinten egy, az emeleten két tengelyes.
A bal oldali szárnyvég földszinti része 1, emelete 2 osztású, a jobb oldali szárnyvég a földszinten és az emeleten is 1 tengelyes, illetve a két szint között is helyet kapott egy ablak a lépcsőház miatt. A jobb oldali szárny külső homlokzata mindkét szinten kéttengelyes.
A földszint folyosója és szobái fiókos dongaboltozatos kialakításúak. Az emeletre felvezető lépcsőközben találjuk az étellift felvonóját. Az emelet folyosója keresztboltozatos, az erről nyíló szobák szintén boltozottak, stukkódíszesek, az egykori szalon különösen gazdag díszítést kapott.